# Wilhelm Hopp
Wilhelm Hopp (* 23. Dezember 1912 in Brescesce, Kreis Warschau; † 10. Oktober 1996) war ein deutscher Politiker (SRP) und war Mitglied des Niedersächsischen Landtages.

## Leben
Nach Ende der Volksschule arbeitete Hopp zunächst im Kreis Samland/Ostpreußen auf dem Hof seiner Eltern, ab dem Jahr 1933 war er Berufssoldat in Königsberg. Nach Ende des Zweiten Weltkrieges befand er sich in Sowjetischer Kriegsgefangenschaft bis Juni 1949 und ließ sich danach in Niedersachsen als Spätheimkehrer nieder. Hopp wurde im Kreis Rotenburg/Hannover Kreisverbandsvorsitzender der Sozialistischen Reichspartei (SRP) ab April 1950 und ab November 1950 SRP-Bezirksleiter für den Bezirk VII.
Vom 6. Mai 1951 bis 23. Oktober 1952 war er Mitglied des Niedersächsischen Landtages (2. Wahlperiode). Im Zeitraum 15. Juli 1952 bis 23. Oktober 1952 trat er als Mitglied der Fraktion der Abgg. Dr. Schrieber und Gen. auf. Nach dem Verbot der SRP durch ein Urteil des Bundesverfassungsgerichts vom 23. Oktober 1952 erlosch das Mandat von Hopp wie das aller anderen SRP-Fraktionsmitglieder (BVerfGE 2, 1). Nach dem SRP-Verbot schloss er sich der Deutschen Reichspartei an, für die er bei der Bundestagswahl 1953 erfolglos im Bundestagswahlkreis Verden – Rotenburg – Osterholz kandidierte.